# Пальмовый сад
Пальмовый сад (нидерл. Palmentuin, англ. Garden of Palms) — пейзажный пальмовый сад, расположенный в Парамарибо. Помимо высоких королевских пальм, в саду встречаются тропические птицы и стая обезьян-капуцинов. Пальмовый сад является туристической достопримечательностью и находится на улице Van Roseveltkade за правительственным зданием Суринама.
Королевские пальмы высажены на территории сада по приказу Корнелиса ван Арссен ван Соммелсдейка, губернатора Суринама в 1683—1688 годах. В 1685 году он открыл сад для свободного посещения. После убийства губернатора группой восставших солдат в 1688 году вход в парк был закрыт для посетителей вплоть до XX века. В парке построена детская площадка, а во время праздников в нём осуществляется торговля. В 2002 году Парамарибо был включён в Список мирового наследия ЮНЕСКО, и Пальмовый сад назван важным элементом городского ландшафта. В 2009 году учреждение выделило 147 тысяч долларов США на восстановление сада.

## Галерея

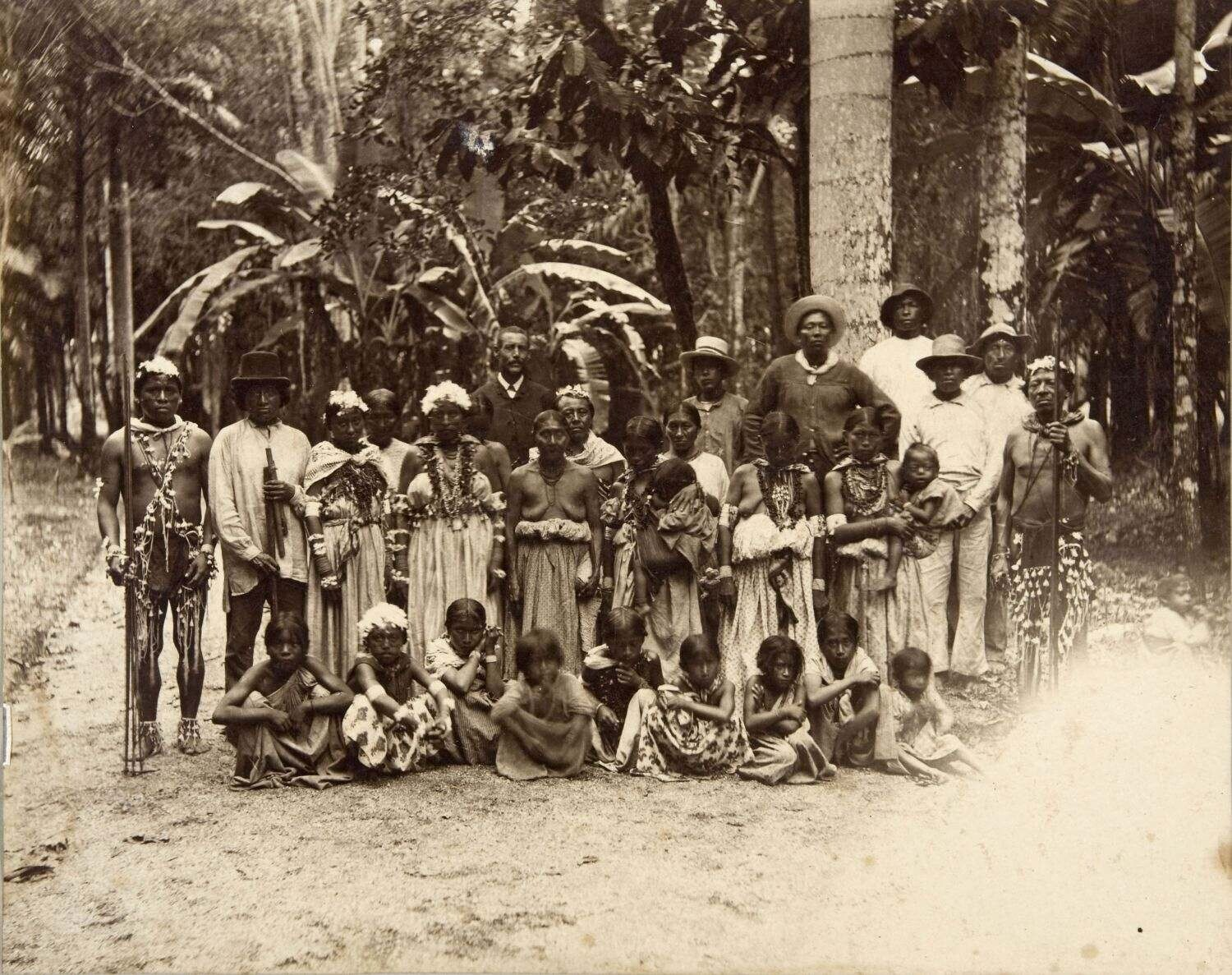
Празднично одетые аравакские индейцы за правительственным зданием. Конец XIX века
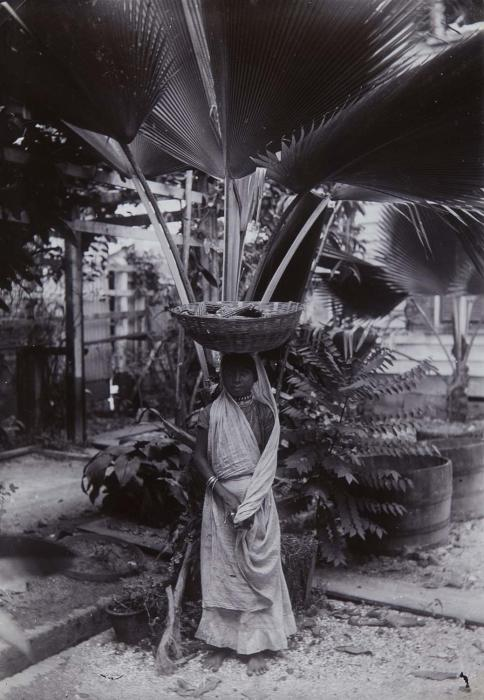
Женщина, продающая кукурузу. 1920-е годы
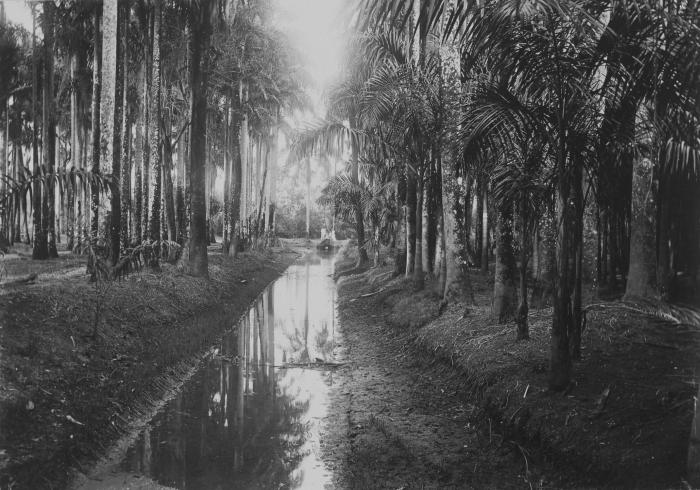
Сад в начале XX века
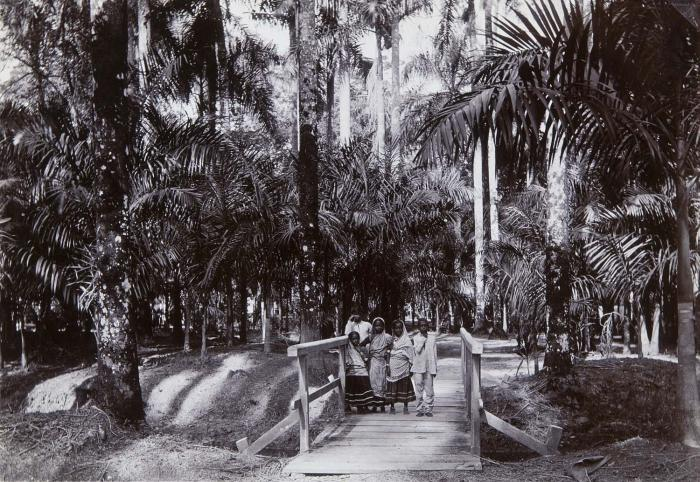
Сад в 1920-х годах
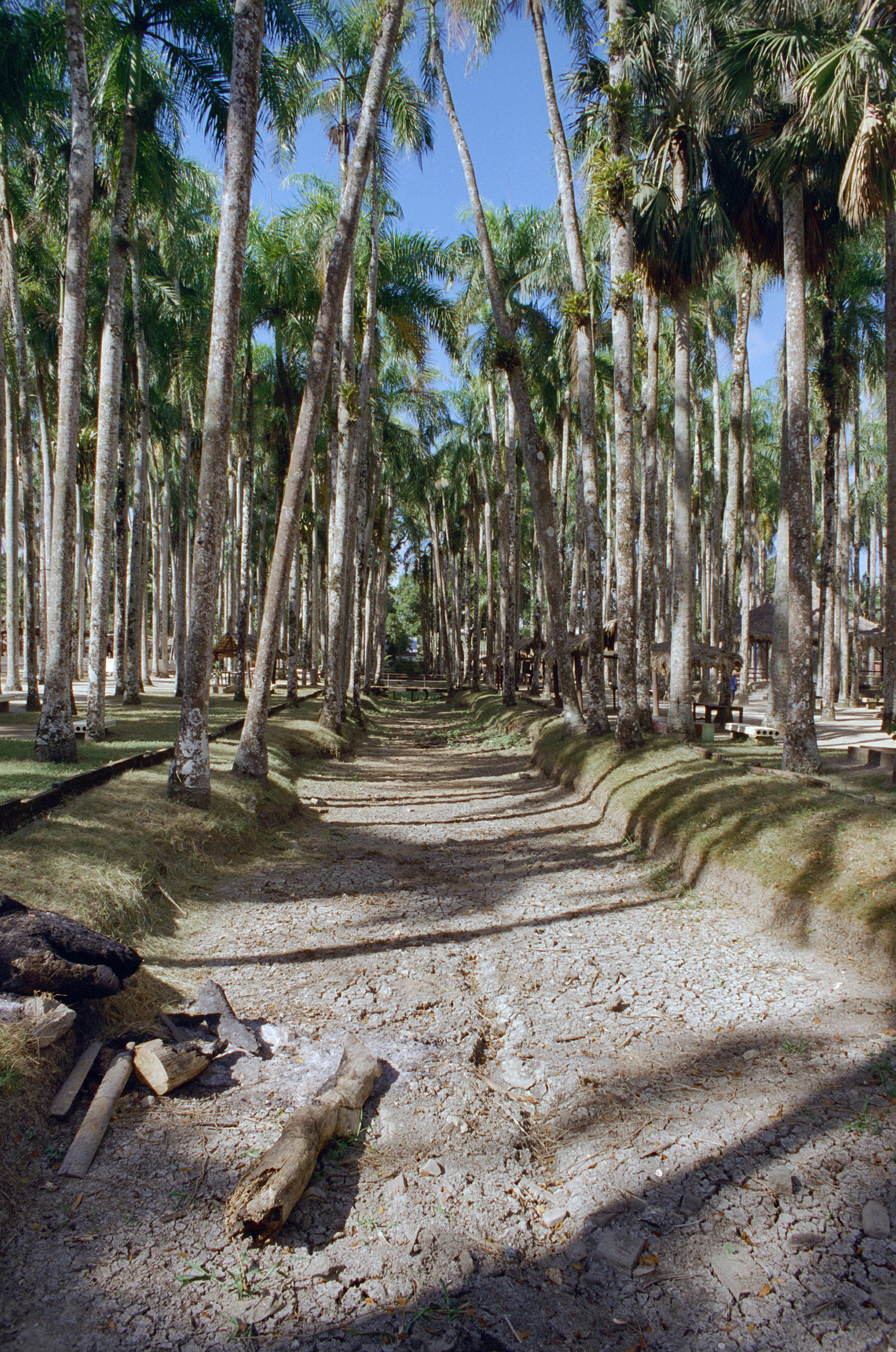
1997 год
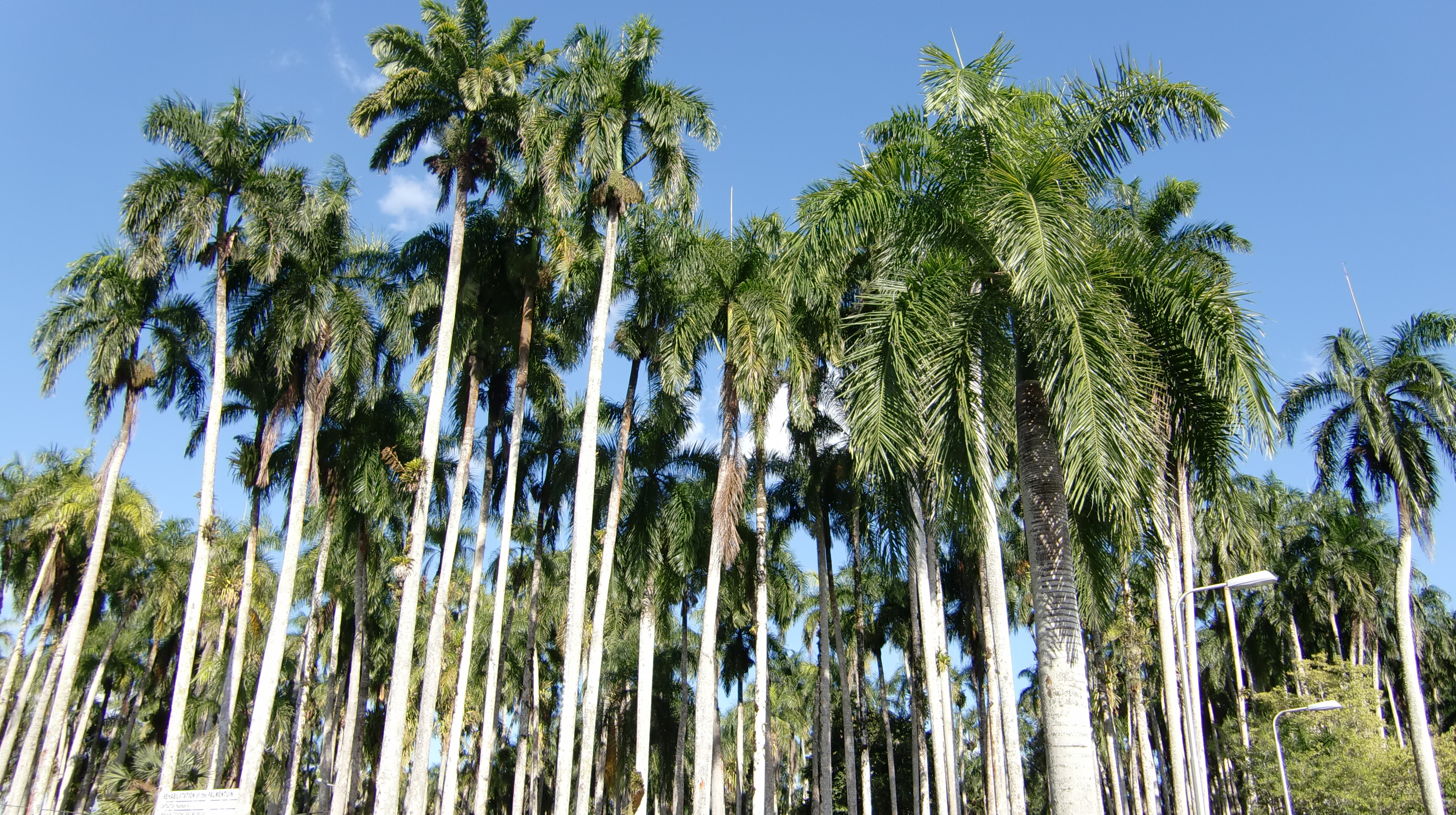
2009 год
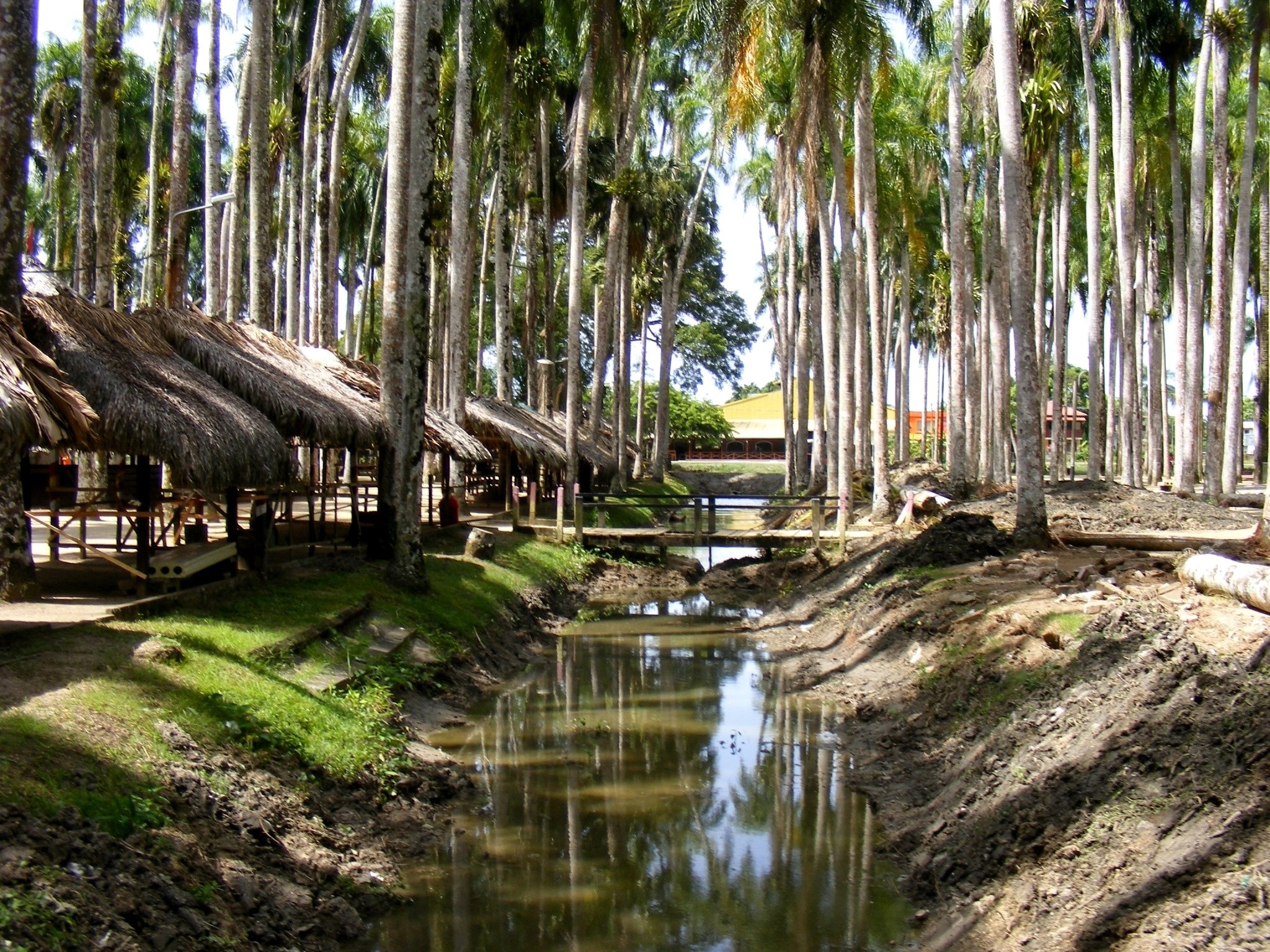
2014 год